# Francisco Cacharro Pardo
Francisco Cacharro Pardo (Guarromán, 16 de novembre de 1936 - Lugo, 8 de març de 2015) fou un pedagog i polític gallec.

## Biografia
Va estudiar el batxillerat en l'Institut d'Ensenyament Mitjà de Lugo, Magisteri a l'Escola Nacional de Lugo i Filosofia i Lletres a la Universitat de Santiago de Compostel·la i a la Madrid. Guanyà les oposicions a Magisteri en 1960, exercint fins a 1965 que va demanar l'excedència. En 1967 fou professor intern en l'Escola Normal i el 1970 Inspector d'Educació Bàsica de l'Estat, sent destinat a Lugo. Fou nomenat Inspector Cap d'Educació Bàsica de l'Estat a Lugo (1973-1981). Ha estat president de l'Aliança Francesa a Lugo (1990) i membre de l'Assemblea del Consell d'Europa.
A les eleccions generals espanyoles de 1977 fou senador per la província de Lugo per Aliança Popular. A les eleccions generals espanyoles de 1979 fou novament senador per la mateixa província per la Coalició Democràtica, i posteriorment per AP (després Partit Popular) a les eleccions generals espanyoles de 1982, 1986, 1989, 1993, 1996 i 2000. També fou tinent d'alcalde de l'ajuntament de Lugo el 1974-1979 i el 1979-1983. Ha estat també president de la diputació de Lugo del 1983 al 2007.
Per a les eleccions municipals de 2007 Xosé Manuel Barreiro, vicepresident del PP de Galícia, va anunciar que competiria en les eleccions internes del partit per a ser el candidat a la presidència de la diputació provincial el que es va interpretar com una desautorització per part de l'actual direcció del PP cap a Cacharro i a les seves manifestacions realitzades el gener de 2006 en les quals va donar suport a les declaracions del senador popular Carlos Benet, en el qual equiparava el president del govern espanyol, José Luis Rodríguez Zapatero, amb un colpista.